# IGAT I
IGAT I — перший магістральний газопровід в історії Ірану, споруджений для постачання природного газу до СРСР, а також ряду іранських провінцій.
У 1960-х роках в Ірані почали робити перші кроки з використання блакитного палива, передусім попутного газу, який у великих обсягах отримували під час розробки нафтових родовищ та майже весь спалювали. Спершу це були доволі незначні проєкти, в межах яких спорудили газопроводи Гечсаран – Мардвашт та Месджеде-Солейман – Бендер-Махшахр. Того ж десятиліття уклали угоду з СРСР про значно більші обсяги поставок — 10 млрд м3 на рік — та запланували використовувати ще 7 млрд м3 для внутрішнього споживання. Джерелом поставок став газопереробний завод Бід-Боланд у провінції Хузестан, від якого проклали Iran Gas Trunkline І (Перший Іранський магістральний газопровід), введений в дію у 1970-му.
Довжина основної ділянки системи від Бід-Боланда до кордону з СРСР становить 1103 км, при цьому перші 600 км маршруту — до місця початку відгалуження на Тегеран у Саве — виконали в діаметрі 1050 мм, тоді як на наступній частині траси використали діаметр 1000 мм (щойно згадане відгалуження до столиці має діаметр 1250 мм). На радянському кордоні ресурс передавався до трубопроводу Астара – Казі-Магомед.
На своєму шляху трубопровід, окрім столиці, живить міста Ісфаган (тут знаходиться металургійний завод, зведений за тим же радянсько-іранським контрактом, що і газопровід, який став одним із базових споживачів протранспортованого по IGAT I блакитного палива), Кашан, Кум, Решт та Астара. Загальна довжина бічних ліній системи, що постачають блакитне паливо іранським споживачам, становить 667 км.
Траса починається на висоті 300 метрів та прямує через гори Загрос, досягаючи максимальної відмітки у 2700 метрів. У північній частині маршруту газопровід перетинає гори Ельбурс, підіймаючись при цьому на висоту 2000 метрів. Останні 120 км траси до прикордонної Астари прокладені в западині Каспійського моря та лежать на 10 метрів нижче відмітки світового океану. Під час прокладання газопроводу облаштували сім переходів під руслами річок та один мостовий перехід на Сефідруд. Трубопровід проклали під землею на глибині не менше 1 метра, за виключенням окремих відтинків гірської місцевості, де цей показник становить 0,3 метра.
Перекачування газу забезпечують десять компресорних станцій, на яких встановили 10 турбін компанії English Electric потужністю по 8700 к.с. (6,5 МВт) та 34 турбіни виробництва СРСР потужністю по 11400 к.с. Перші п'ять станцій ввели в дію у 1971-му, а в 1975-му запустили ще п'ять.
Після Ісламської революції представники Ірану підвищили ціни на ресурс у 5 раз (з 27 до 134 доларів за тисячу кубічних метрів), що призвело до повної зупинки поставок у квітні 1980. Враховуючи простої газопроводу, у 1987-му виник проєкт його використання для транспортування нафти в обхід Перської затоки, де під час Ірано-іракської війни обидві сторони завдавали ударів по танкерному флоту супротивника. Після обладнання трубопроводу насосними станціями планувалось щодобове перекачування по ньому 700 тисяч барелів нафти, яку потім мали доправляти до чорноморського узбережжя. Втім, після припинення війни у 1988-му проєкт став непотрібним.
Поставки газу до СРСР відновились у невеликих обсягах лише в 1990-му, а вже наступного року припинились у зв'язку із зникненням покупця. Згодом наявну інфраструктуру використовували для обмінних операцій з Азербайджаном — через Астару до іранської газотранспортної системи приймали ресурс азербайджанського походження з постачанням відповідних обсягів до Нахічеванського ексклаву по трубопроводу до Джульфи.